# Juan Zanelli
Juan Zanelli (ur. w 1906 roku w Iquique, zm. 19 sierpnia 1944 roku w Tuluzie) – chilijski kierowca wyścigowy. Członek francuskiego ruchu oporu. Zginął w czasie walk z Gestapo w Tuluzie w 1944 roku.

## Kariera
W swojej karierze wyścigowej Zanelli poświęcił się startom w wyścigach Grand Prix. W 1933 roku wygrał Grand Prix Penya Rhin w Barcelonie. W 1936 roku Chilijczyk wystartował w Grand Prix Niemiec zaliczanym do klasyfikacji Mistrzostw Europy AIACR. Nie osiągnął jednak linii mety. W klasyfikacji generalnej uzbierane 31 punktów dało mu 28 miejsce.